# ماوریسیو آنتونیو
ماوریسیو آنتونیو (پرتغالی: Maurício Antônio؛ زادهٔ ۶ فوریهٔ ۱۹۹۲) بازیکن فوتبال اهل برزیل است.
از باشگاه‌هایی که در آن بازی کرده است می‌توان به باشگاه ورزشی پورتیموننزه، باشگاه فوتبال پورتو بی، و باشگاه ورزشی ماریتیمو اشاره کرد.
وی همچنین در تیم‌های ملی فوتبال زیر ۱۵ سال برزیل و زیر ۱۷ سال برزیل بازی کرده است.